# Negro Matapacos

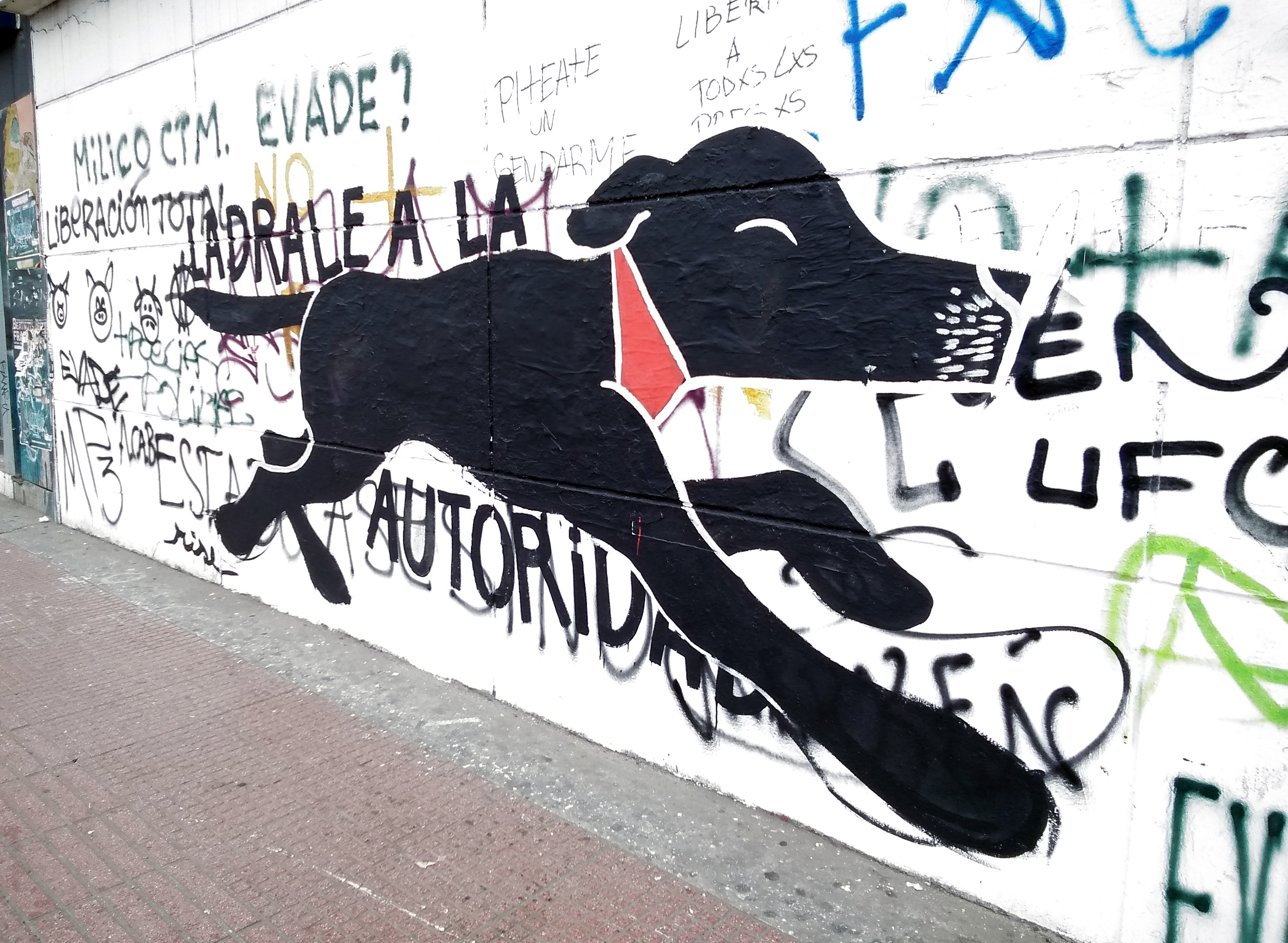
Un graffiti di Negro Matapacos a La Cisterna.

Negro Matapacos (lett. "Nero Uccidi-sbirri", dallo spagnolo: matar, uccidere, e paco, in gergo cileno "sbirro") era un cane cileno che ha acquisito notorietà grazie alla sua partecipazione alle proteste di strada che hanno avuto luogo a Santiago del Cile nel corso degli anni 2010. Tra le sue caratteristiche c'erano la sua pelliccia nera e la bandana rossa che era legata al collo, sebbene avesse anche un fazzoletto blu e un altro bianco che sono stati collocati dagli studenti.

## Biografia
Il cane acquisì notorietà tra gli ambienti universitari di Santiago, principalmente nelle università di Santiago (Usach), Tecnologica Metropolitana (UTEM) e Central (Ucen). Durante le proteste studentesche del 2011, Negro Matapacos è diventato famoso per aver partecipato alle marce di strada attaccando i membri dei Carabineros de Chile, che hanno generato le simpatie dei manifestanti. Continuerà con la sua partecipazione a manifestazioni durante tutto il decennio, guadagnando fama tra studenti e cittadini che hanno scattato fotografie del cane e le hanno condivise sui social network, generando persino un profilo dedicato a Negro Matapacos su Facebook.
Sebbene il cane fosse considerato vagabondo, a causa della sua presenza in diverse sedi universitarie e strade di Santiago, il Negro Matapacos era affidato alle cure di María Campos, che lo adottò nel 2009 e che lo nutriva. María aveva un letto per lui nella sua residenza. Gli legò i fazzoletti al collo e gli diede anche una benedizione prima di uscire. Secondo la sua partecipazione a manifestazioni di strada, diversi media lo hanno anche chiamato "Loukanikos chileno", a causa delle sue somiglianze con il riot dog che è diventato famoso durante le proteste in Grecia tra il 2010 e il 2012. Ha avuto almeno due incidenti nel quale è stato ferito: una rissa con un altro cane all'UTEM, e successivamente un colpo da parte di un veicolo della polizia, è stato preso in cura presso l'Università Alberto Hurtado.
Negro Matapacos è deceduto il 26 agosto 2017 per cause naturali. Hanno partecipato al suo funerale il personale veterinario e i loro caregiver. Varie fonti menzionano che al momento della sua morte aveva lasciato una discendenza di 32 cuccioli avuti con 6 cagnette diverse.

## Riferimenti culturali

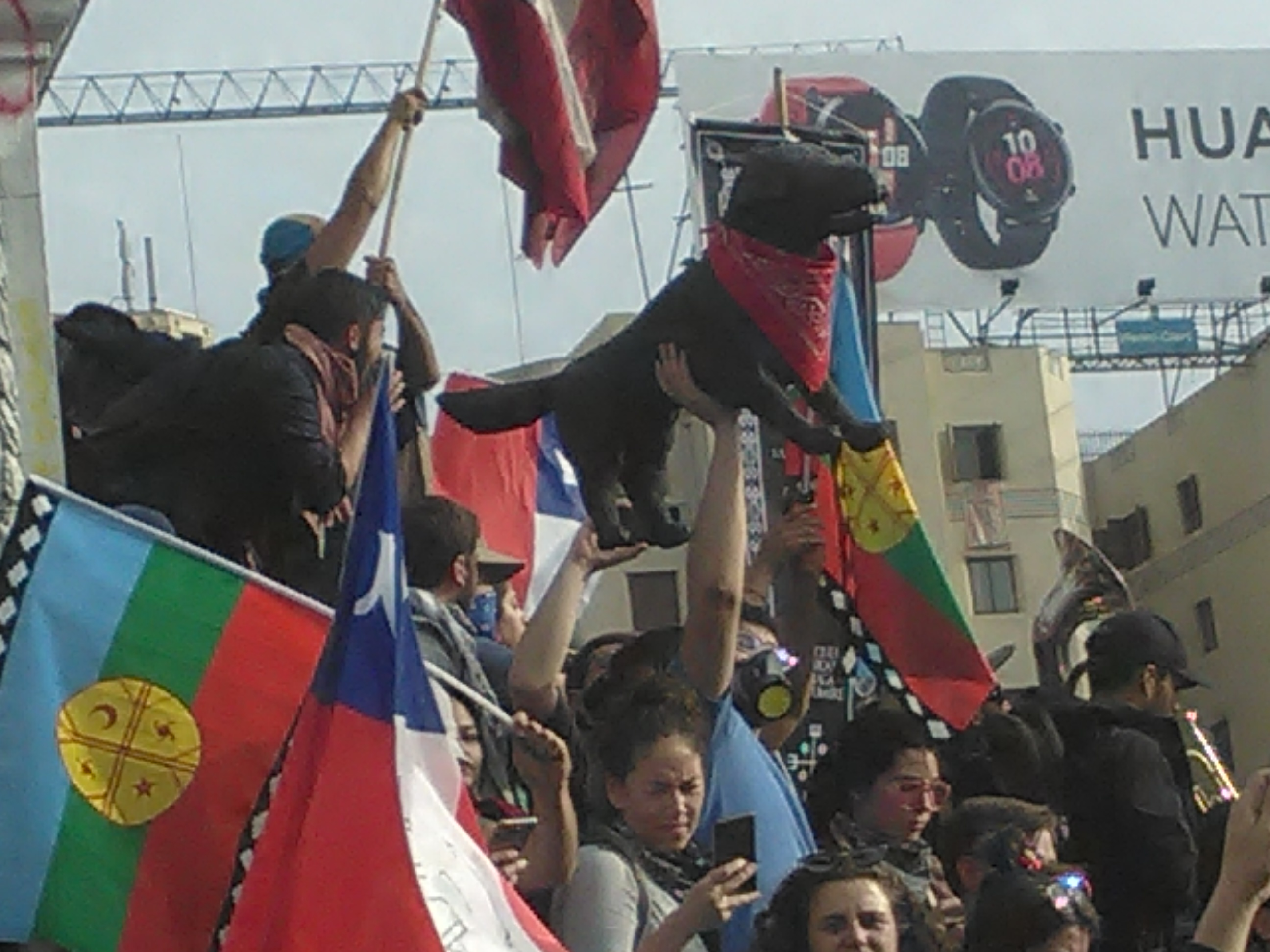
Scultura di cartapesta di Negro Matapacos durante le manifestazioni in Plaza Baquedano (novembre 2019).

Nel dicembre 2013 è uscito il documentario Matapaco, realizzato da Víctor Ramírez, Carolina García, Nayareth Nain, Francisco Millán e Sergio Medel di EnMarcha Films, e che ha vinto il premio per il miglior documentario al Festival di San Tomás a Viña del Mar.
Durante le proteste in Cile del 2019-2020, l'immagine di Negro Matapacos ha acquisito nuovamente notorietà grazie al suo atteggiamento durante le manifestazioni in strada, infatti appare su vari poster, autoadesivi, murali, sculture di carta pesta, fumetti, videogiochi e riproduzioni tridimensionali. Si chiede persino di installare una statua del cane in piazza Baquedano, situata in Santiago del Cile. In altre città del Cile, in oltre, sono comparsi numerosi tributi al cane, come ad esempio una statua installata a Iquique e un murale a Temuco, nonché un altare con una statua del cane all'esterno del centro culturale Gabriela Mistral di Santiago.
Vari omaggi sono stati fatti anche fuori del Cile, come nel caso del Giappone, quando il 14 novembre, sulla statua di Hachikō situata nella stazione di Shibuya a Tokyo, comparve una sciarpa rossa, simile a quella usata da Negro Matapacos. Il 18 novembre, anche la statua di Balto situata nel Central Park di New York si è trovata con una sciarpa rossa.
Durante le evasioni di massa avvenute il 1º novembre dello stesso anno nella metropolitana di New York per protestare contro la repressione della polizia nei confronti di un evasore, apparvero diversi adesivi nelle stazioni della metropolitana di New York con l'immagine di Negro Matapacos mentre salta un tornello.